# Herbert Kickl
Herbert Kickl (Villaco, 19 ottobre 1968) è un politico austriaco, presidente del Partito della Libertà d'Austria dal 7 giugno 2021. Considerato di estrema destra, è stato anche ministro dell'interno nel governo Kurz I dal 2017 al 2019.
Kickl è salito alla ribalta come direttore della campagna per l'FPÖ e autore di discorsi per Jörg Haider negli anni 2000. Dopo la scissione del partito nel 2005, è diventato segretario generale e uno dei suoi leader chiave. Nel 2017 è stato nominato ministro federale dell'Interno nel primo governo Kurz. Nel febbraio 2018 ha ordinato un controverso raid presso l'Ufficio federale per la protezione della Costituzione e l'antiterrorismo, sequestrando i dati relativi a gruppi estremisti di destra, tra cui il nuovo movimento identitario di destra austriaco vicino all'FPÖ. È stato destituito dall'incarico nel maggio 2019 sulla scia dell'affare Ibiza, sebbene non fosse personalmente implicato. È tornato al Consiglio nazionale, dove dal 2019 è leader della fazione FPÖ.

## Biografia
Herbert Kickl è cresciuto in una famiglia della classe operaia e ha frequentato la scuola elementare Radenthein. Dopo essersi diplomato al Bundesgymnasium Spittal an der Drau, che ha frequentato insieme all'ex portavoce federale dei Verdi Eva Glawischnig-Piesczek, ha fatto il servizio militare con le truppe di montagna come volontario dal 1987 al 1988. Nel 1988 ha iniziato a studiare giornalismo e scienze politiche all'Università di Vienna, dal 1989 filosofia e storia. Non ha mai completato gli studi.

### Politico del partito FPÖ
Tra il 1995 e il 2001, Kickl ha lavorato per il partito FPÖ nel campo dei contenuti della campagna elettorale e dell'organizzazione della campagna fino a quando non è diventato vice amministratore delegato nel 2001 e poi amministratore delegato della Freedom Academy dopo l'assemblea di Knittelfeld ricoprendo questo incarico fino al 2006. Come scrittore di discorsi per Jörg Haider, ha scritto, tra le altre cose, i detti del "Mercoledì delle Ceneri" sul presidente francese Jacques Chirac ("un Napoleone tascabile") o sul presidente della comunità ebraica Ariel Muzicant ("Come può qualcuno di nome Ariel avere così tanta sporcizia sulla mano?") ed è stato responsabile degli slogan criticati della campagna elettorale dell'FPÖ (come nel 2010: "Sangue viennese – troppo straniero non fa bene a nessuno"). Dopo la scissione del BZÖ dall'FPÖ, Haider e Kickl si separarono, e fino alla morte di Haider fu uno dei suoi critici più acuti.
Kickl è stato amministratore delegato del quotidiano di partito Neue Freie Zeitung dal 2005 ed è stato segretario generale dell'FPÖ da aprile 2005 a gennaio 2018. In questo incarico, è stato responsabile delle pubbliche relazioni e della comunicazione interna. Nel gennaio 2018, Marlene Svazek gli è subentrata come segretario generale dell'FPÖ. Dall'elezione del consiglio nazionale del 2006 alla sua nomina a ministro dell'interno, Kickl è stato membro del consiglio nazionale, vice presidente del Freedom Parliamentary Club e membro del Journalism Promotion Advisory Board. Il 4 luglio 2016 ha preso il posto di Hilmar Kabas come presidente dell'FPÖ Educational Institute.
Alle elezioni parlamentari del 2024 il partito FPÖ ha ottenuto il 28,9% delle preferenze e conquistato 57 seggi, un aumento storico pari al 12,7% dei voti rispetto alle precedenti elezioni federali, diventando il partito più votato per la prima volta dalla sua fondazione.

### Ministro federale dell'Interno
Il 18 dicembre 2017, Kickl ha prestato giuramento dal presidente federale Alexander Van der Bellen come ministro federale dell'interno della Repubblica d'Austria. Secondo i suoi critici, sembrava difficile per lui fare il salto dall'opposizione a uno dei portafogli classici. Il capo di gabinetto di Kickl era Reinhard Teufel.
La dichiarazione di Kickl in una conferenza stampa l'11 gennaio 2018 ha suscitato scalpore. Ha parlato di tenere i richiedenti asilo "concentrati in un unico luogo". In risposta alle domande dei giornalisti, ha negato che ciò fosse inteso come una provocazione. Tuttavia, la scelta delle parole di Kickl è stata intesa dai media in patria e all'estero come un'allusione alle terminologie naziste e come tale criticata.
Nel settembre 2018, un'e-mail del portavoce del Ministero dell'interno agli ufficiali delle comunicazioni delle direzioni della polizia di stato è diventata pubblica, mettendo in guardia contro alcuni media e raccomandando che la cooperazione con loro fosse ridotta al minimo. È stato inoltre raccomandato di fornire maggiori informazioni sui reati sessuali. Una mozione di censura contro Kickl, successivamente presentata dall'opposizione con l'accusa di limitare la libertà di stampa, è stata respinta all'unanimità dall'ÖVP e dall'FPÖ. Tuttavia, il cancelliere Kurz e anche il presidente federale Van der Bellen hanno dichiarato che tale restrizione era inaccettabile. L'FPÖ, da parte sua, si è lamentato di una "calunnia mediatica messa in scena" contro Kickl.

### Licenziamento
Articolo principale: Affare Ibiza
Il 17 maggio 2019 è stato reso pubblico un video registrato segretamente con i politici dell'FPÖ Heinz-Christian Strache e Johann Gudenus. Nel video, entrambi gli uomini sembrano ricettivi alle proposte di una donna che si fa chiamare Alyona Makarova, che si finge una nipote dell'uomo d'affari russo Igor Makarov e che suggerisce di fornire al loro partito una copertura giornalistica positiva in cambio di contratti governativi. Strache e Gudenus alludono anche a pratiche di corruzione che coinvolgono altri ricchi donatori dell'FPÖ in Europa e altrove. Dopo che la storia è scoppiata, l'allora vice-cancelliere Strache ha annunciato le sue dimissioni da tutte le cariche politiche.
Secondo il cancelliere Sebastian Kurz, in qualità di segretario generale dell'FPÖ, Kickl era il principale responsabile della gestione finanziaria del partito. Ha dichiarato che sarebbe quindi inappropriato che il ministero dell'Interno, che condurrà le indagini sullo scandalo, fosse supervisionato da Kickl. Per questo motivo, e perché, secondo Kurz, Kickl non aveva preso sul serio la gravità della situazione, chiese che il presidente Alexander Van der Bellen lo dimettesse da ministro dell'Interno. Fu destituito il 22 maggio. Kickl divenne così il primo ministro federale della Seconda Repubblica ad essere rimosso dall'incarico contro la sua volontà. In risposta, i restanti ministri dell'FPÖ si dimisero e il partito si ritirò dalla coalizione, spingendo Kurz a indire elezioni anticipate.

#### Rifugiati e richiedenti asilo
Nel rapporto del programma ORF nel gennaio 2019, Kickl ha parlato della possibilità di una deportazione più rapida dei rifugiati che hanno commesso crimini. Dovrebbero poter essere espulsi dopo la condanna in primo grado, vale a dire prima della conclusione di una procedura costituzionale. Pochi giorni dopo, ha corretto l'affermazione dicendo che desiderava risolvere il procedimento in secondo grado. Ha continuato sostenendo di credere che "il principio è che la legge deve seguire la politica e non la politica deve seguire la legge", e ha menzionato "alcune strane costruzioni legali, a volte molte, molte vecchie, sono nate da situazioni completamente diverse, e ci impediscono di fare ciò che è necessario". Ha parlato di "cose degli anni '50". Per questa sua visione dello stato di diritto, Kickl è stato criticato dal presidente federale Alexander Van der Bellen, da politici dell'opposizione, associazioni di giudici e avvocati, nonché il presidente della comunità ebraica di Vienna Oskar Deutsch. Sono stati fatti anche paragoni con il parere legale dell'esperto di diritto costituzionale tedesco Carl Schmitt, che è stato controverso a causa del suo impegno temporaneo per il nazionalsocialismo.
All'inizio del 2019, Kickl ha pianificato un emendamento costituzionale (che richiede una maggioranza di due terzi in parlamento) che consentirebbe di imporre la detenzione preventiva ai richiedenti asilo che sarebbero classificati come una minaccia per l'ordine pubblico. I partiti Liste Jetzt e NEOS hanno respinto queste affermazioni, poiché la detenzione sulla base di una diagnosi di pericolosità tocca i pilastri fondamentali dello stato di diritto. Kickl ha anche programmato una notte di riposo per i richiedenti asilo su base volontaria tra le 22:00 e le 6:00 del mattino commentando: "Se non lo vuoi, troveremo un posto dove c'è poco incentivo a stare là fuori". L'obiettivo di questo rinnovato inasprimento della legge sull'asilo è che in futuro in Austria non si possa praticamente più fare domanda di asilo, poiché il paese, come ha detto Kickl, è circondato da paesi terzi sicuri. Lo psicologo sociale Klaus Ottomeyer ha considerato la ridenominazione da parte di Kickl dei centri di accoglienza iniziale per i rifugiati in "centri di uscita" dal 1º marzo 2019 come "puro sadismo" e ha commentato che Kickl e altri erano "sempre sul degrado".

## Vita privata
Kickl vive a Purkersdorf. È sposato e padre di un figlio.